# Hypobletus ridens
Hypobletus ridens är en skalbaggsart som först beskrevs av Sylvain Auguste de Marseul 1860.  Hypobletus ridens ingår i släktet Hypobletus och familjen stumpbaggar. Inga underarter finns listade i Catalogue of Life.